# FC 아로카
푸테볼 클루브 드 아로카(포르투갈어: Futebol Clube de Arouca)는 포르투갈 아로카를 연고지로 하는 프로 축구 클럽이다. 현재 포로투갈의 프리메이라리가에 참가중이다.

## 선수 명단

### 현역
참고: FIFA 자격 규정에 따라 소속된 국가대표팀 국기를 표시합니다. 선수는 복수의 FIFA 비회원국 국적을 가지고 있을 수 있습니다.
| 번호 | 포지션 | 국적       | 이름            |
| ---- | ------ | ---------- | --------------- |
| 5    | MF     | 포르투갈   | 다비드 시망     |
| 30   | GK     | 슬로바키아 | 자쿱 비나르치크 |

| 번호 | 포지션 | 국적 | 이름 |
| ---- | ------ | ---- | ---- |

## 역대 감독
| 감독                     | 임기 |
| ------------------------ | ---- |
| 곤살로 가르시아 가르시아 | 2024 |